# Demos (studentförening)
Demos, eller Demos S-studenter Växjö, är en socialdemokratisk studentförening vid Linnéuniversitetet i Växjö, tidigare Växjö universitet. Föreningen är en del av Socialdemokratiska studentförbundet och Sveriges socialdemokratiska ungdomsförbund. Föreningen är även ansluten till Linnékåren (studentkåren vid Linnéuniversitetet i Växjö och Kalmar, tidigare Linnéstudenterna). Demos anordnar bl.a. politiska kampanjer, politiska föredrag, debatt- och diskussionskvällar samt rent sociala aktiviteter.  
Bland tidigare föreningsmedlemmar i Demos återfinns tidigare gruppledaren för Socialdemokraterna i Riksdagens och infrastrukturminister Tomas Eneroth och riksdagsledamoten tillika fd. Europarlamentsledamoten Åsa Westlund. Frågesportsfenomenet, tidigare kommunalrådet i Arjeplog och politiske chefredaktören på Piteåtidningen Bengt-Urban "Bubbe" Fransson var ordförande för Demos under verksamhetsåren 1990-1992. Journalisten Jesper Bengtsson är före detta ordförande. Daniel Färm, VD och politisk redaktör för Aktuellt i Politiken och tidigare chef vid Tankesmedjan Tiden, är en tidigare medlem.  
Föreningen och dess medlemmar har en lång historia av engagemang i lärosätets studentkår. Bland annat var Peter Bengtsson, senare nitisk revisor för Växjö Arbetarekommun, under 1970-talet vice ordförande för studentkåren på S-mandat. Under Peters tid i kåren var Demos stora stridsfråga strävan efter att avskaffa kårobligatoriet. När Demos under 2000-talet motionerade om ett bevarande av kårobligatoriet på partidistriktets årskongress skällde han ut Demosdelegationen från talarstolen. Inlägget innehöll flertalet svordomar.   
Demos ställde för första gången upp i kårvalet år 2008. Vid den här tidpunkten var studentkåren som ett parlament där studenter fick välja in representanter från olika listor. Genom Demos deltagande utmanades den enda övriga listan som vid det tillfället var politisk; VSF (Vänsterns studentförbund) som året tidigare hade vunnit kårvalet i utklassningsstil. Enligt källor berodde VSF:s vinst på att de hade lurat utbytesstudenter till att rösta på dem. Demos deltagande i kårvalet 2008 uppskattades ej av VSF i Växjö (inom Demos även kallade för “kommunistvännerna på campus”). Det tog sig bland annat uttryck i vad som inom VSF kallades för “affischkuppen”. Eftersom S-studenter nationellt förespråkade ena hälften i bidrag och andra hälften i lån i studiemedelssystemet var det också någonting som Demos gick till val på. Detta utnyttjade VSF vilka istället förespråkade studielön utan lån och på deras kårvalsaffischer riktades udden mot Socialdemokraternas (egentligen S-studenters) förslag. Demos blev i valet näst största lista efter EHVS och VSF fick ett betydligt lägre stöd. I mitten av 2010-talet hade dock S-studenter bytt åsikt och förespråkade studielön under årets samtliga månader. I början av 2020-talet hade förbundet åter bytt åsikt och förespråkade att bidragsdelen i studiemedlet på sikt skulle utgöra hela studiemedlet.
Till kårvalskampanjen år 2008 tog Demos fram en egen kårvalslåt. Låten innehöll en del kristna inslag vilket kan förklaras av att majoriteten av styrelsen vid tidpunkten utgjordes av aktiva kyrkobesökare. Låten blev en stor succé på campus.
Efter att Demos hade segrat över VSF i kårvalet 2008 förklarade de två föreningarna fred. Freden ledde bland annat fram till arrangerandet av en röd sittning på Sivans. Sittningen föregicks dock av en votering inom Sivans styrelse angående om en politisk sittning skulle tillåtas äga rum på studentpuben. EHVS-representanten var den enda som röstade emot.
Det sista kårvalet i Studentkåren i Växjös historia, innan kåren fusionerades med Studentkåren i Kalmar och omvandlades till Linnéstudenterna, hölls år 2009. Detta år ställde ytterligare två politiska listor upp i kårvalet; Moderata studenter samt Liberala studenter. Kårvalet slutade med att Demos blev den överlägset största listan och blev således den sista segraren i kårvalet i Studentkåren i Växjös 44-åriga historia. Demos vann dessutom en jordskredsseger över de andra politiska listorna då föreningen fick över hälften av rösterna som tillföll en politisk lista. Linnéstudenterna har avskaffat listvalen, men enskilda medlemmar i Demos har varit fortsatt aktiva i kårens styrelsearbete.
Under en kampanj inför Europaparlamentsvalet 2009 valde Demos att spela Internationalen för alla förbipasserande i receptionen under lunchrusningen. Initiativet uppskattades dock inte av alla och cirka fem minuter efter att musiken hade börjat att spelas dök den ansvarige på lokalbokningen upp och skällde ut medlemmarna på plats. Medlemmarna beklagade sig då över att det gick för sig för andra föreningar att spela diverse sexistisk musik, men inte Internationalen. Klagomålen var dock ej framgångsrika och efter hot om att föreningen möjligtvis inte skulle få boka kampanjborden framöver stängdes musiken av och den röda fanan som hade tejpats upp runt en pelare togs ned.
En konflikt mellan S-studenter och Gröna Studenter utlöstes på förbundsnivå när Demos, VSF och Gröna Studenter arrangerade en gemensam paneldebatt under valrörelsen 2010. Det bjöds på lunchmackor och överenskommelsen mellan förbunden var att dela lika på kostnaden. Konflikten uppstod när Gröna Studenter vägrade att betala sin faktura.
I oktober 2013 genomförde Demos en protest mot den i Växjö kommun styrande borgerliga Alliansens bostadspolitik. Det var en protest mot byggandet av studentbostäder med delad toalett och föreningen genomförde protesten genom att placera ut just en toalett utanför kommunhuset med ett brev till Per Schöldberg (C). I brevet påpekade Demos ordförande Julia Bergh att det är kul att Alliansen har insett behovet av fler studentbostäder, men att studenter inte är några andra klassens medborgare och förtjänar samma lägenhetsstandard som övriga medborgare. Toalettprotesten fick medialt genomslag då nyhetsmedierna SVT, TV4 och P4 gjorde lokala inslag över protesten där Julia Bergh blev intervjuad.
I december 2021 skrev medlemmen Erik Solfors Demos egna klubbsång under kongressmiddagen vid S-studenters kongress i Uppsala samt Demos hyllningssång till LSSK (Lunds Socialdemokratiska Studentklubb) under LSSK:s julsittning. Demos systerklubb vid Linnéuniversitetet i Kalmar, Axis Mundi, sjunger i sin klubbsång om att de ska lägga ner Demos.   
Efter Rysslands invasion av Ukraina våren 2022 uppmärksammade Demos kriget och den humanitära situationen i Ukraina genom att i samband med den småländska traditionen “fössta tossdan i mass” bjuda studenter på marsipantårta i den Ukrainska flaggans färger och uppmana till att skänka pengar till hjälporganisationer eller stötta Ukraina på något annat sätt. Denna aktion upprepades efterföljande år i samband med årsdagen av invasionen.   
Inför utbildningsföreningen Samvetes årsmöte 2022 hade Samvetes styrelse lagt fram förslag till stadgeändringar och Demos valde att tillsammans med Moderata studenter i Växjö offentligt kritisera vissa av stadgeändringarna då de skulle förbjuda Samvetes medlemmar från att bära politiska, ideologiska och religiösa overallmärken, tillbehör m.m. vid Samvetes aktiviteter. Samvetes styrelse uppmanades av Demos och MST Växjö att dra tillbaka dessa förslag, vilket de även gjorde.

## Namn
Demos har ett grekiskt namn till skillnad från de flesta andra klubbar inom Socialdemokratiska studentförbundet som ofta bär latinska namn, exempelvis Laboremus i Uppsala och Sapere Aude vid Södertörns högskola. Demos är det grekiska ordet för "folket".

## Ordföranden genom åren
- Bengt-Urban "Bubbe" Fransson (1990–1992)
- Susanne Lindberg Elmgren (1992–1993)
- Olof Björkmarker (2002–2003)
- Jonna Johansson (2004–2005)
- Niklas Bergman (2005–2006)
- Henrik Gelderman (2006–2007)
- Niklas Holm Hansen Gustafsson (2007–2008)
- Sara Fransson (2008–2009)
- Johan Nyman (2009–2010)
- Jonathan Persson (2010–2011)
- Emelie Öberg (2011–2012)
- Julia Bergh (2012–2014)
- Alma Engström (2014–maj 2015)
- Alicia Dickner (maj 2015–2016)
- Johan Eckerström (2016–2017)
- Lina Söderlind (2017–2018)
- Anton Jakobsson (2018)
- Marcus Karlén (2019–2021)
- Alexander Soto Runevall (2021–2024)
- Dafina Asllani (2024–2025)
- Oskar Carlbom (2025-)